# Dilophus luteus
Dilophus luteus är en tvåvingeart som beskrevs av Edwards 1930. Dilophus luteus ingår i släktet Dilophus och familjen hårmyggor. Inga underarter finns listade i Catalogue of Life.